# Liste der Bodendenkmale in Buckow (Märkische Schweiz)
In der Liste der Bodendenkmale in Buckow (Märkische Schweiz) sind alle Bodendenkmale der brandenburgischen Gemeinde Buckow (Märkische Schweiz) und ihrer Ortsteile aufgelistet. Grundlage ist die Veröffentlichung der Landesdenkmalliste mit dem Stand vom 31. Dezember 2020.
Die Baudenkmale sind in der Liste der Baudenkmale in Buckow (Märkische Schweiz) aufgeführt.

## Bodendenkmale
| Gemarkung                      | Flur    | Kurzansprache | Bodendenkmalnummer | Bemerkung | Bild |
| ------------------------------ | ------- | --- | ------------------ | --------- | ---- |
| Bollersdorf, Buckow (Lage)     | 1, 1    | Militärische Anlage Neuzeit | 60566              |           |      |
| Bollersdorf, Buckow (Lage)     | 1       | Siedlung Eisenzeit, Siedlung Bronzezeit | 60622              |           |      |
| Buckow (Lage)                  | 3, 7    | Siedlung slawisches Mittelalter | 60564              |           |      |
| Buckow (Lage)                  | 8       | Siedlung Steinzeit, Siedlung Bronzezeit | 60565              |           |      |
| Buckow (Lage)                  | 6, 7    | Weg Neuzeit, Mühle deutsches Mittelalter, Brücke Neuzeit, Mühle Neuzeit                                                                                   | 60567              |           |      |
| Buckow (Lage)                  | 3       | Schloss Neuzeit | 60568              |           |      |
| Buckow (Lage)                  | 1, 3    | Siedlung Bronzezeit, Hort Bronzezeit, Siedlung deutsches Mittelalter, Gräberfeld Neolithikum, Siedlung Neuzeit, Siedlung Eisenzeit, Gräberfeld Bronzezeit | 60570              |           |      |
| Buckow (Lage)                  | 3       | Friedhof Neuzeit | 60571              |           |      |
| Buckow (Lage)                  | 3, 5, 7 | Siedlung slawisches Mittelalter, Altstadt deutsches Mittelalter, Altstadt Neuzeit, Münzfund römische Kaiserzeit                                           | 60572              |           |      |
| Buckow (Lage)                  | 3, 8    | Siedlung Bronzezeit, Siedlung Ur- und Frühgeschichte | 60581              |           |      |
| Buckow (Lage)                  | 8       | Siedlung Urgeschichte, Militärische Anlage Neuzeit | 60582              |           |      |
| Buckow (Lage)                  | 8       | Siedlung Urgeschichte | 60583              |           |      |
| Buckow (Lage)                  | 6       | Militaria Neuzeit | 60584              |           |      |
| Buckow (Lage)                  | 1       | Siedlung Bronzezeit | 60631              |           |      |
| Buckow (Lage)                  | 2       | Gräberfeld Bronzezeit | 60632              |           |      |
| Buckow (Lage)                  | 8       | Siedlung Urgeschichte, Siedlung slawisches Mittelalter, Einzelfund Bronzezeit                                                                             | 60633              |           |      |
| Buckow (Lage)                  | 8       | Siedlung Steinzeit | 60635              |           |      |
| Buckow (Lage)                  | 8       | Siedlung Bronzezeit | 60636              |           |      |
| Buckow (Lage)                  | 1       | Siedlung Urgeschichte | 60637              |           |      |
| Buckow ()                      | 8       | Dorfkern deutsches Mittelalter, Dorfkern Neuzeit | 60638              |           |      |
| Buckow (Lage)                  | 6, 7    | Siedlung Neuzeit | 60923              |           |      |
| Buckow (Lage)                  | 8       | Siedlung Urgeschichte | 60926              |           |      |
| Buckow (Lage)                  | 2       | Siedlung Urgeschichte | 60927              |           |      |
| Buckow, Pritzhagen (Lage)      | 4, 1    | Siedlung Urgeschichte, Mühle deutsches Mittelalter, Mühle Neuzeit                                                                                         | 60791              |           |      |
| Buckow, Waldsieversdorf (Lage) | 5, 7    | Militärische Anlage Neuzeit | 60585              |           |      |
| Buckow, Waldsieversdorf (Lage) | 6, 3    | Siedlung Bronzezeit | 60634              |           |      |
| Buckow, Waldsieversdorf (Lage) | 6, 3    | Siedlung Steinzeit, Siedlung Bronzezeit, Siedlung Eisenzeit                                                                                               | 60841              |           |      |
| Buckow, Waldsieversdorf (Lage) | 6, 3    | Siedlung Bronzezeit | 60843              |           |      |